# Relaciones Kosovo-Perú
Las relaciones Kosovo-Perú son las relaciones entre la República de Kosovo y la República del Perú.

## Historia

### Antecedentes
Perú mantenía buenas relaciones con la República Federativa Socialista de Yugoslavia, país al cual pertenecía Kosovo y Metojia dentro de la RS de Serbia, en los años 1960 la política yugoslava trato incluso de influenciar en el entonces régimen del militar Juan Velasco Alvarado para que se oponga tanto a Cuba como a la Unión Soviética.

### Reconocimiento de Kosovo

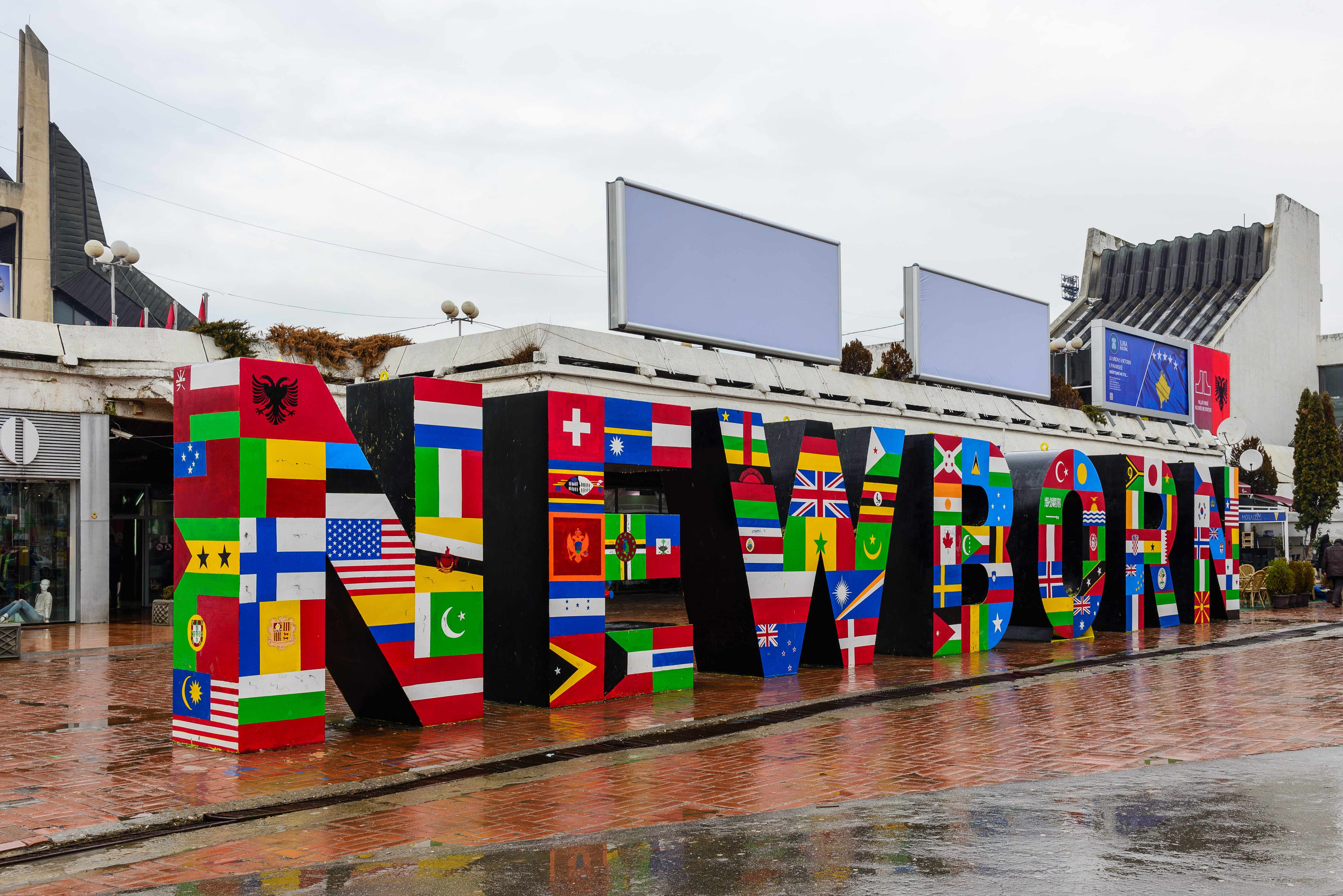
El monumento Newborn, con las banderas de varios de los países que han reconocido a Kosovo, en la letra O se encuentra la bandera del Perú.

Kosovo declaró su independencia el 17 de febrero de 2008 de la República de Serbia. El 22 de febrero de ese mismo año, el gobierno de Alan García decidió reconocer a Kosovo como un país independiente, esta decisión convirtió al Perú en uno de los cuatro países sudamericanos (junto a Colombia, Guyana y Surinam, esta última renunció al reconocimiento a favor de Serbia) en reconocer la independencia kosovar.
La posición del gobierno peruano, fue criticado por los gobiernos de Cuba y Venezuela. El presidente Alan García envió un comunicado al entonces presidente de Kosovo Fatmir Sejdiu en donde lo felicita por la independencia. García también expresó que espera que el reconocimiento peruano de Kosovo no afecte la «estrecha y cordial relación» con Belgrado:

Creemos que al reconocer al Kosovo, estamos reconociendo una realidad de la política internacional que era inevitable así como lo han hecho muchos países de la Unión Europea, pero en ningún momento limita nuestra muy estrecha y afectuosa relación con Serbia, país que tenemos un tradición de larga data.
Alan García, presidente del Perú, 25 de febrero de 2008, Agencia Andina.